# Barthold Kuijken
Barthold Kuijken /'bɑrtɔlt 'kœʏ̯kən/ (Dilbeek, 9 marzo 1949) è un flautista belga, noto per l'esecuzione di musica barocca con strumenti originali dell'epoca, pioniere di questo tipo di esecuzione con i suoi fratelli, il violoncellista e gambista Wieland Kuijken e il violinista Sigiswald Kuijken, e con il clavicembalista Gustav Leonhardt.

## Biografia
Barthold Kuijken ha studiato flauto traverso moderno al conservatorio di Bruges e nei conservatori reali di Bruxelles dell'Aia. Per eseguire la musica antica si convertì al flauto traversiere, raccogliendo strumenti d'epoca e collaborando con diversi costruttori di copie di strumenti antichi. Questa collaborazione e il profondo studio del repertorio del XVII e XVIII secolo lo hanno reso uno dei più grandi specialisti di esecuzione storica al traversiere. 
Per molti anni fece parte degli ensemble musicali Collegium Aureum e La Petite Bande. Svolge la sua professione di solista in tutto il mondo collaborando con i gruppi più importanti specializzati in musica antica. Il suo repertorio spazia dal XVII secolo agli inizi del XIX secolo. Nella sua carriera ha registrato innumerevoli dischi. Dal 1986 ha iniziato anche la sua attività di direttore d'orchestra. Le sue incisioni discografiche (dal barocco tedesco e francese a Debussy, passando per Mozart, Schubert e Hummel) e le sue pubblicazioni Urtext hanno contribuito in maniera significativa ad uno studio filologico e critico di un repertorio molto vasto.
Nel 2007 ha conseguito alla Vrije Universiteit Brussel il primo dottorato in musica assegnato in Belgio, con una tesi intitolata The Notation is not the Music – Reflections on more than 40 years' intensive practice of Early Music; la documentazione comprendeva anche tutte le sue registrazioni e pubblicazioni.
È professore di flauto traversiere nei conservatori reali di Bruxelles e L'Aia.

## Pubblicazioni
- The Notation is not the Music – Reflections on more than 40 years' intensive practice of Early Music, Indiana University Press, Bloomington e Indianapolis, 2013